# Panoz Esperante GTR-1
Der Panoz Esperante GTR-1, auch Panoz GTR-1 und Panoz GTP, war ein GTP-Prototyp, der 1996 bei Reynard Motorsport für Sportwagenrennen entwickelt wurde.

## Entwicklungsgeschichte und Technik
Obwohl der GTR-1 nach dem Roadster Panoz Esperante benannt war, hatte er mechanisch keine Ähnlichkeit mit dem Serien-Esperante, sondern teilte lediglich geringfügige Designmerkmale. Es wurden nur zwei straßenzugelassene GTR-1 gebaut, um die Homologationsanforderungen der Rennsportverbände zu erfüllen. Der GTR-1 nahm an der FIA-GT-Meisterschaft und dem 24-Stunden-Rennen von Le Mans in Europa sowie an der IMSA-GT-Meisterschaft, der United States Road Racing Championship und der American Le Mans Series in Nordamerika teil.
Ab 1996 arbeitete die Spezialfahrzeugabteilung von Reynard Motorsport mit Panoz zusammen, um einen Rennwagen im Grand-Tourer-Stil für die kommende FIA-GT-Meisterschaft 1997 zu entwickeln. Don Panoz, der den amerikanischen Designstil beibehalten wollte, bestand darauf, dass das Auto in gewisser Weise auf seinem Sportwagen Esperante basierte. Dadurch wurde der Esperante GTR-1 im Vergleich zu seinen Pendants von Mercedes-Benz, Lotus, Porsche und McLaren einzigartig, da sich der Motor wie beim Serien-Esperante vor dem Cockpit befand. Obwohl die Platzierung des Motors hinter der Vorderachse dem Wagen eine ausgewogene Mittelmotoranordnung verlieh, brachte die Platzierung des Motors vorn dem Wagen ungewöhnliche Proportionen, darunter eine große Front und ein weit hinten in der Karosserie platziertes Cockpit. Das ungewöhnliche Aussehen, einschließlich eines großen, gewölbten Lufteinlasses in der Mitte der Nase, brachte dem Wagen aufgrund seiner Ähnlichkeit mit dem Auto des Comic-Helden den Spitznamen Batmobil ein. Nach der ersten Saison 1997 wurde die Karosserie 1998 modifiziert, indem die Front- und Heckkarosserie verlängert wurde, um den Abtrieb und das Handling zu verbessern.

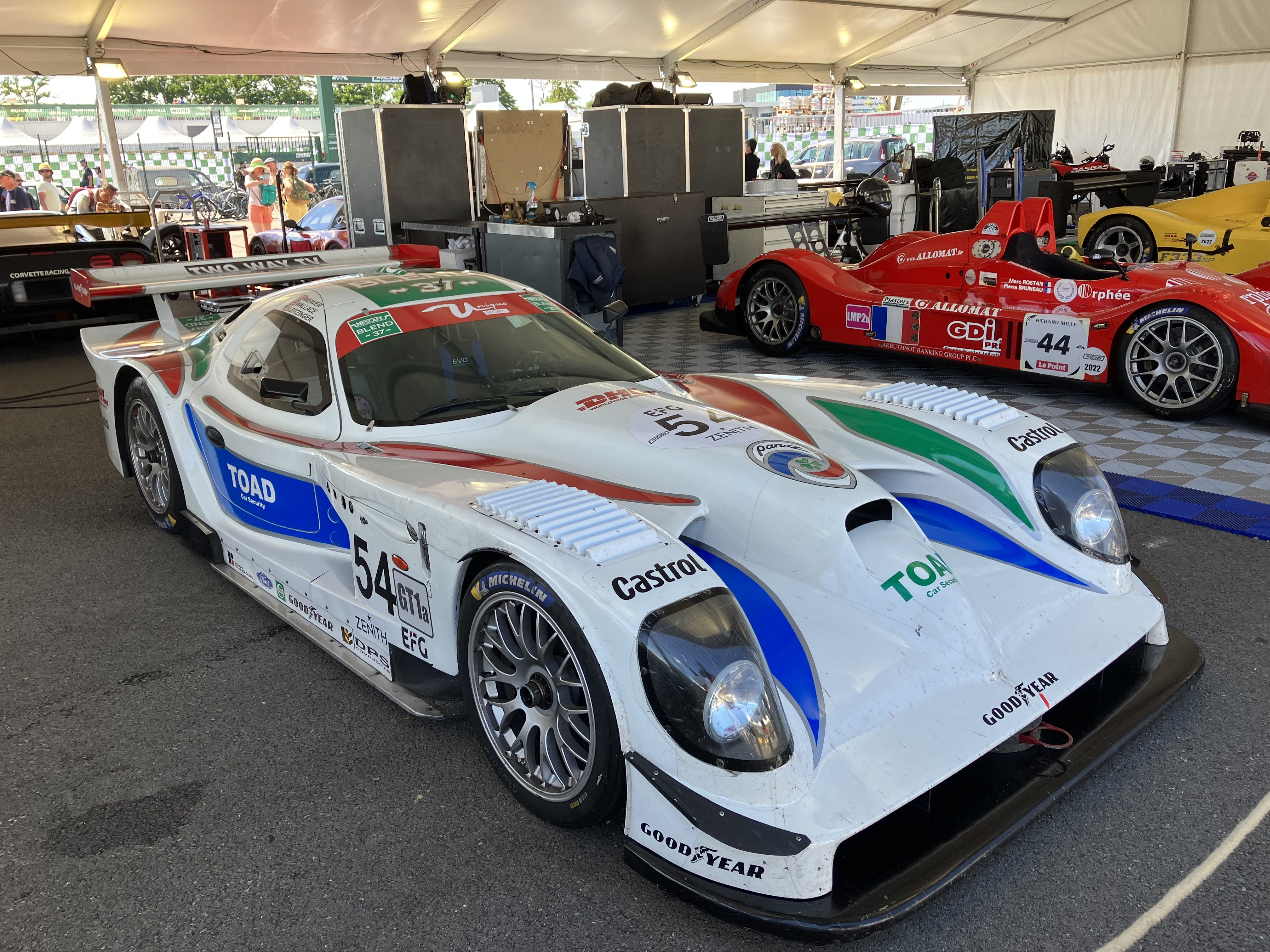
Frontmotor hinter der Vorderachse; ungewöhnliches Aussehen für einen Sportwagen-Prototyp der 1990er-Jahre

Beim Motor versuchte Panoz, das amerikanische Design beizubehalten, indem er einen Ford-V8-Motor verwendete, der dem seines Esperante ähnelte. Anstelle des serienmäßigen 32-Ventil-DOHC-4,6-Liter-V8-Motors wandte sich Panoz an Roush Racing von der NASCAR, um einen 6,0-Liter-V8 auf Basis des Ford-Motors zu bauen. Panozs Élan Power Products übernahm die Wartung und Weiterentwicklung der V8-Motoren. Um die Homologationsanforderungen zu erfüllen, denen zufolge Rennwagen auf straßenzugelassenen Serienfahrzeugen basieren mussten, baute Panoz einen einzigen GTR-1 mit vollständiger Innenausstattung und geringfügigen Modifikationen, um eine Zulassung zu ermöglichen. Dieses Auto behielt Don Panoz. Es verfügt nun über einen etwas kleineren 5,3-Liter-V8 anstelle des 6,0-Liter-V8-Rennmotors, da die Regeln Modifikationen der Motorgrößen in den Rennwagen erlaubten.
1998, zu einer Zeit, als die ersten batteriebetriebenen Elektroautos wie der General Motors EV1 zusammen mit den ersten Toyota Prius Hybriden auf den kalifornischen Straßen fuhren und etwa ein Jahrzehnt bevor Hybride in der Formel 1 und in Le Mans in Betracht gezogen wurden, einigte sich Panoz mit dem englischen Hersteller Zytek auf die Entwicklung eines Hybrid-Elektroantriebs mit Benzinmotor für den Esperante GTR-1. Der Q9 GTR-1 Hybrid, Spitzname „Sparky“, wurde von Panoz, Reynard und Zytek konstruiert und von David Price Racing für die Saison 1998 entwickelt. Als Zeichen seines Elektroantriebs erhielt das Auto eine einzigartige violette Lackierung mit großen gelben Blitzen. Die Idee dahinter war, dass das Auto durch einen Elektromotor, der beim Beschleunigen die Hinterräder antreibt, einen geringeren Kraftstoffverbrauch erzielen könnte. Dadurch würde der Benzinmotor weniger Leistung benötigen und der Kraftstoffverbrauch sinken. Das Auto würde natürlich Batterien für den Elektromotor brauchen. Zum Aufladen der Batterien würde ein regeneratives Bremssystem eingesetzt. Dies würde die Energieverschwendung reduzieren, die normalerweise als Bremswärme abgegeben wird. Durch den geringeren Kraftstoffverbrauch könnte das Auto bei Langstreckenrennen wie den 24 Stunden von Le Mans weniger Boxenstopps einlegen und somit mehr Zeit auf der Strecke verbringen und eine größere Distanz zurücklegen.
Zyteks ölgekühlter Permanentmagnet-Gleichstrommotor/Generator wurde von einem 300-Volt-Nickel-Metallhydrid-Akku (NiMH) mit 260 Zellen angetrieben. Er lieferte auf Wunsch 30 Prozent bzw. 195 PS der rund 650 PS des Hybridantriebs. Die Batterie stammt von dem deutschen Batteriehersteller Varta und wiegt nur 220 Pfund, der Zytec-Motor weitere 35 Pfund, ziemlich leicht für ein Gerät, das 150 PS leistet.

## Renngeschichte

### 1997

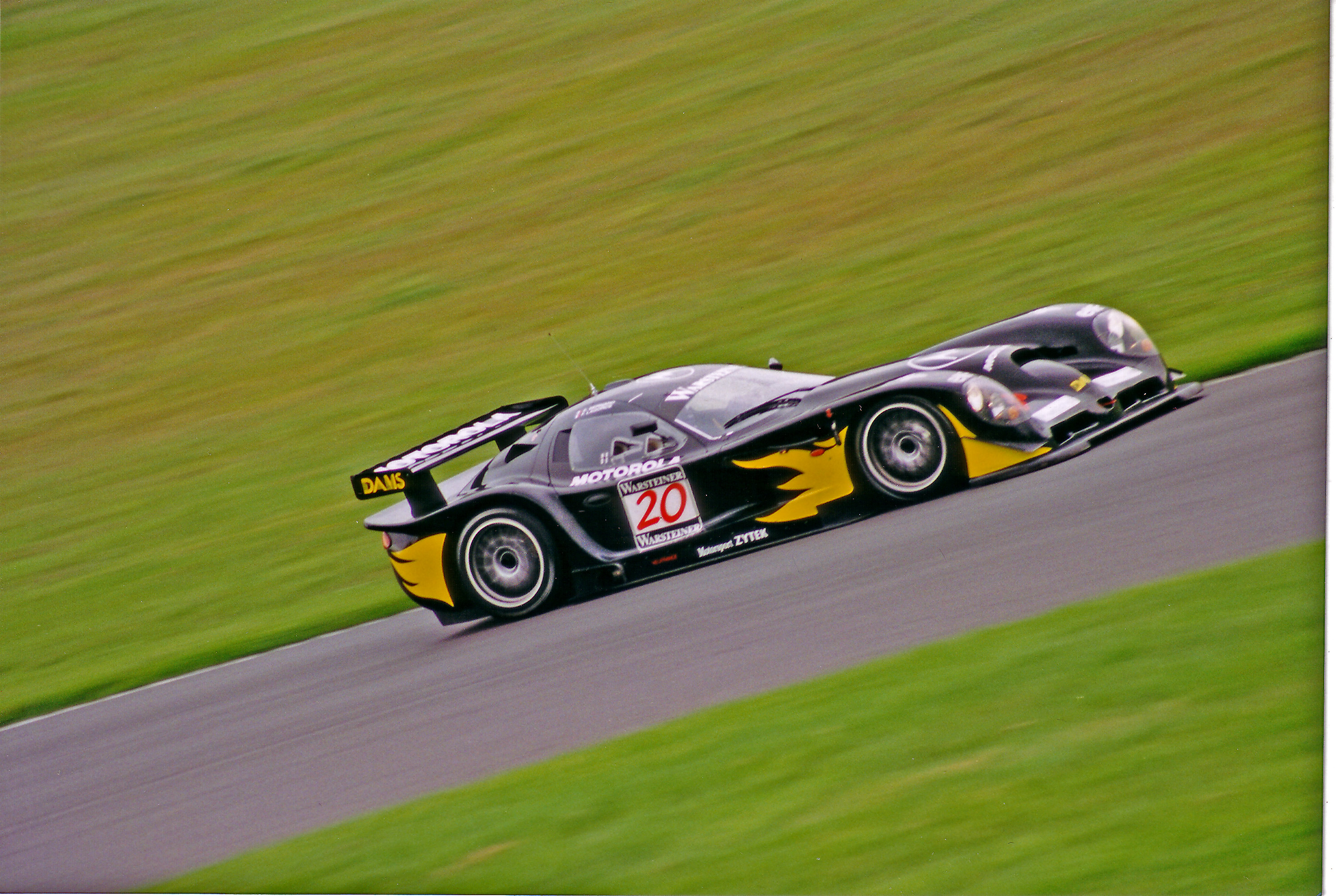
Der DAMS-Esperante GT1-R von Éric Bernard und Franck Lagorce beim 4-Stunden-Rennen von Donngton 1997

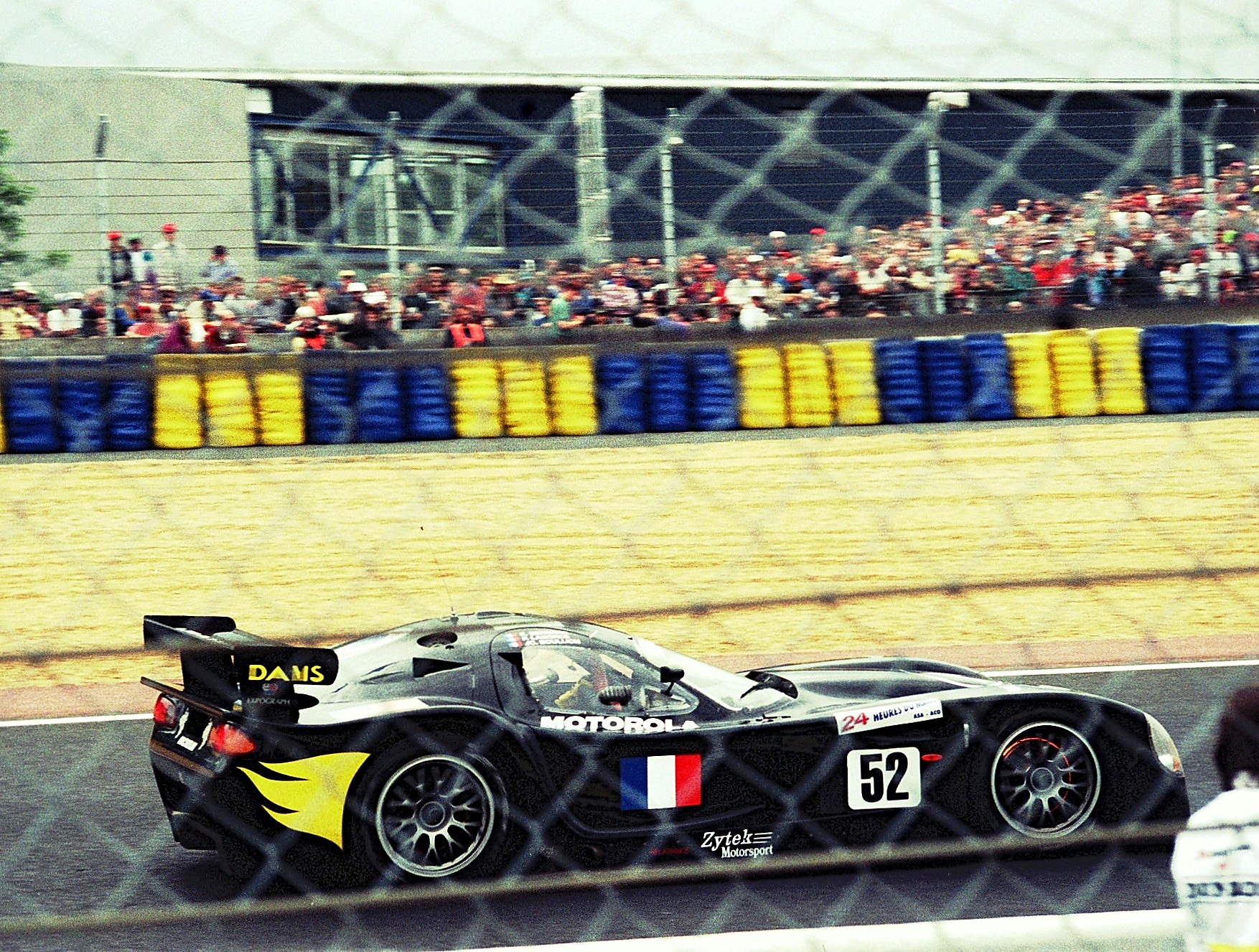
Der ausgefallene DAMS-Esperante GTR-1 von Éric Bernard, Franck Lagorce und Jean-Christophe Boullion beim 24-Stunden-Rennen von Le Mans 1997

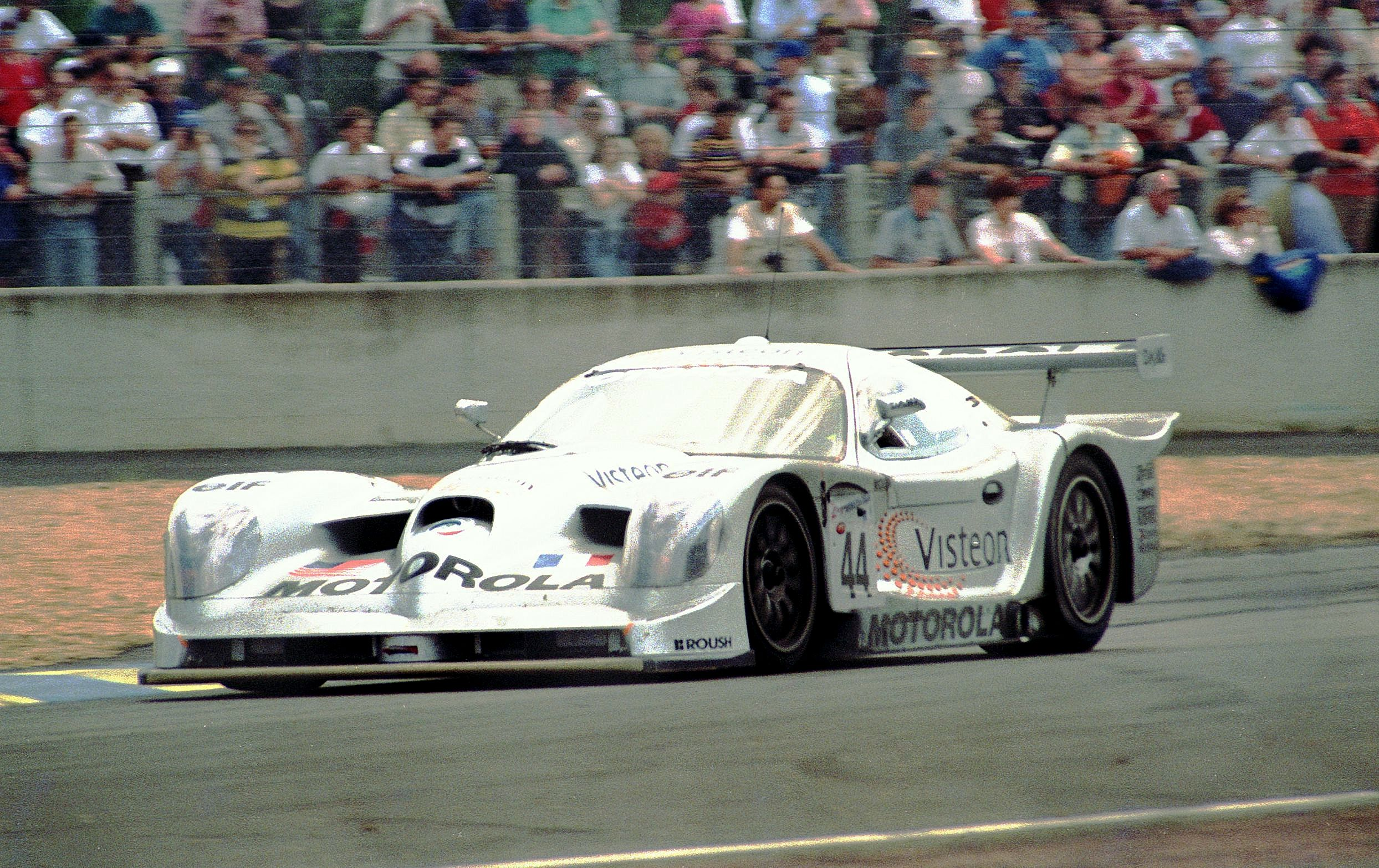
Le Mans 1998; der silber glänzende Werks-Esperante GTR-1 von Éric Bernard, Christophe Tinseau und Johnny O’Connell

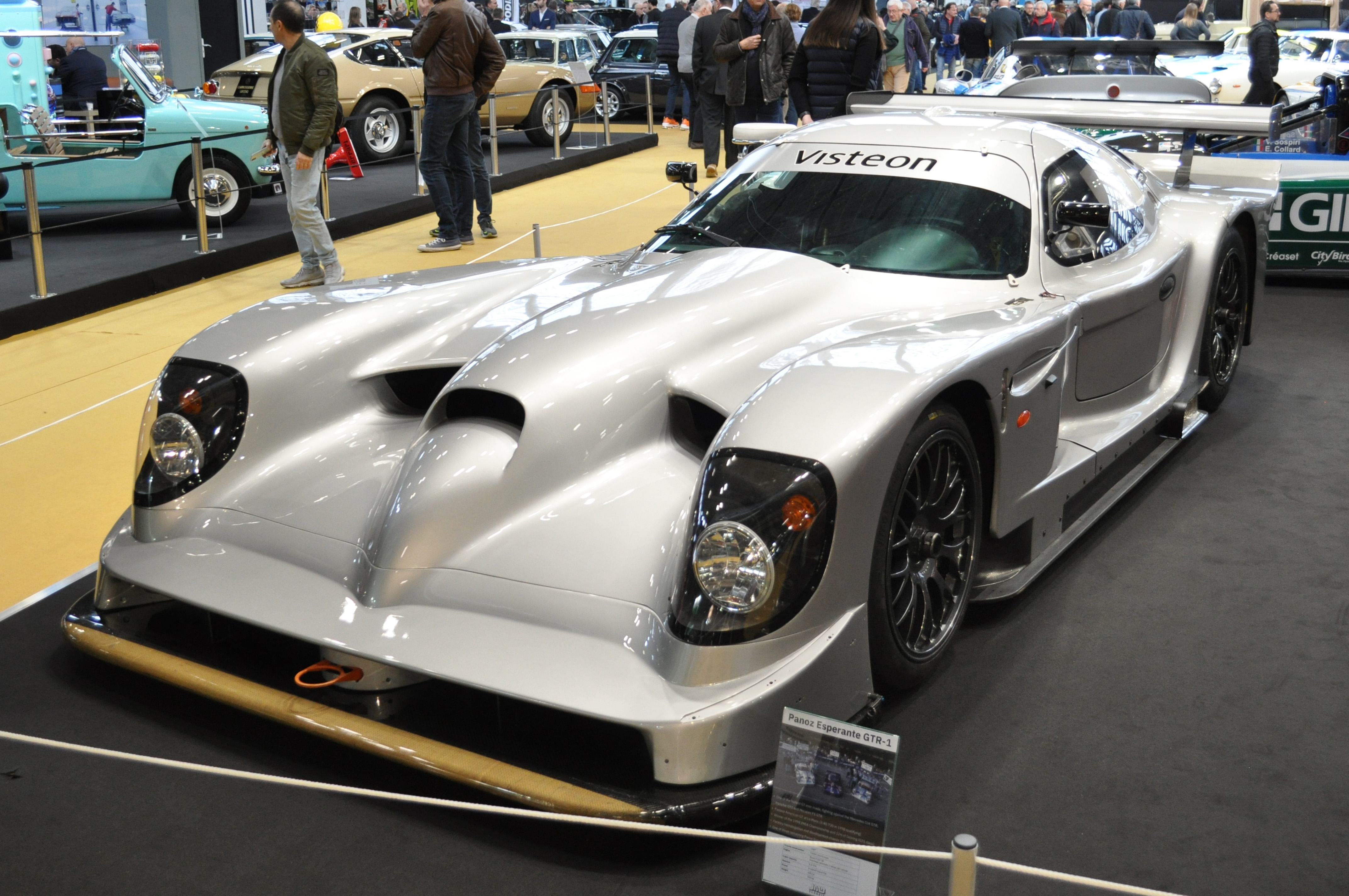
Ein Panoz Esperante GTR-1 bei der Retromobile 2023

Insgesamt wurden sechs Esperante GTR-1 von Panoz, Ford und Reynard gebaut und auf drei Teams aufgeteilt. Panoz behielt zwei Fahrzeuge für seinen Werkseinsatz in den USA. Das französische Team DAMS setzte zwei Fahrzeuge in Europa ein, zusammen mit dem britischen Team David Price Racing, das die letzten beiden Fahrzeuge erhielt. Die Fahrzeuge debütierten 1997 beim 12-Stunden-Rennen von Sebring, schieden aber alle aus. David Price’ erster Esperante GTR-1 debütierte auf dem Hockenheimring in der FIA-GT-Meisterschaft und erreichte den 11. Gesamtrang hinter den Konkurrenten McLaren und Porsche. DAMS’ Wagen debütierte ein Rennen später auf dem Silverstone Circuit, schied jedoch aus.
Im weiteren Verlauf der drei Teams feierte Panoz’ Werksteam den ersten Erfolg in Road Atlanta, wo Doc Bundy und Andy Wallace das Rennen der GTS-Klasse gewannen. Es folgten die 6 Stunden von Watkins Glen, bei denen das Trio Bundy/Wallace/David Brabham die GTS-1-Klasse gewann und den dritten Gesamtrang belegte, nur zwei Runden hinter dem siegreichen Riley & Scott Mk III von Elliott Forbes-Robinson, Butch Leitzinger und James Weaver.  Das Werksteam gewann anschließend die GT-Klasse auf dem Sonoma Raceway und dem Mazda Raceway Laguna Seca. In der Konstrukteurswertung wurde Panoz in dieser Saison Zweiter hinter Porsche.
In Europa litt der Esperante GTR-1 jedoch unter mangelnder Geschwindigkeit gegenüber deutlich besser finanzierten Werksteams, die in Nordamerika größtenteils fehlten. DAMS konnte in der Meisterschaft keine Punkte erzielen, während David Price in einem der letzten Läufe der FIA-GT-Saison auf amerikanischem Boden, dem 3-Stunden-Rennen von Sebring, Dritter wurde und dem Team damit den 6. Platz in der Teammeisterschaft sicherte. Für die 24 Stunden von Le Mans meldeten David Price und DAMS drei GTR-1. Keines der Fahrzeuge erreichte das Ziel, hauptsächlich infolge von Motorproblemen. Das DAMS-Fahrzeug hatte einen Elektrikdefekt, der zu einem Kabelbrand führte, wodurch Chassis Nr. 005 zerstört wurde und ersetzt werden musste.

### 1998
1998 wurde das Programm mit der weiterentwickelten Karosserie des Esperante GTR-1 erweitert. Das Werksteam Panoz fuhr nicht nur in der IMSA-GT, sondern auch in der neuen United States Road Racing Championship. DAMS fuhr weiterhin in der FIA-GT-Meisterschaft, während David Price ausstieg, um den Esperante GTR-1 Q9 für die 24 Stunden von Le Mans zu entwickeln. In der USSRC lieferte sich das Werksteam Panoz in der GT-Klasse einen harten Kampf mit Porsche und gewann drei der fünf Saisonrennen, verlor aber die Herstellerwertung knapp gegen Porsche, obwohl es die Teamwertung gewann. In der IMSA war Panoz dominanter und gewann sieben der acht Rennen, dazu gehörte auch der Gesamtsieg beim verregneten Sebring Fall Festival im Oktober. Damit sicherte er sich die Konstrukteurs- und Teamwertung der Saison.
Auch in Europa erwies sich DAMS als leistungsstärker. Obwohl es nicht mit dem Mercedes-Benz CLK GTR mithalten konnte, konnte es sich gegen den Porsche 911 GT1 behaupten und holte in sieben von zehn Läufen Punkte. Die besten Ergebnisse waren jeweils der dritte Platz auf dem Hockenheimring und in Dijon-Prenois. Dieser Erfolg sicherte DAMS den fünften Platz in der Teamwertung.
David Price Racing testete den GTR-1 Q9 die ganze Saison über und absolvierte seinen ersten Renneinsatz bei den Testtagen für die 24 Stunden von Le Mans. Das Auto erreichte lediglich die 39.-schnellste Zeit, weit hinter den beiden Panoz-Werkswagen. Es stellte sich heraus, dass das Auto zu schwer war und durch die zusätzlichen Batterien für das Hybridsystem gebremst wurde. Daher wurden die Pläne für einen Einsatz in Le Mans aufgegeben. Das Auto sollte später noch einmal beim ersten Petit Le Mans 1998, Teil des IMSA-Kalenders, antreten. Es erreichte den 12. Gesamtrang. Danach wurde das Q9-Projekt abgebrochen. Es war der erste Renneinsatz eines Fahrzeuges mit Hybridantrieb bei einem internationalen Sportwagenrennen.
Da der Q9 nicht mehr verfügbar war, konzentrierte sich das Panoz-Werksteam mit seinen beiden eigenen Autos auf Le Mans. Obwohl ein Auto nicht ins Ziel kam, erreichte das zweite Auto den siebten Gesamtrang, nur 16 Runden hinter dem Gesamtsieger Porsche.

### 1999
Obwohl der Esperante GTR-1 1998 Erfolg hatte, war sich Panoz bewusst, dass Grand-Touring-Rennwagen zu exotischen Maschinen wurden, die keinerlei Ähnlichkeiten mit Straßenfahrzeugen wie dem Toyota GT-One aufwiesen. Daher erkannte Panoz, dass er mit dem Esperante GTR-1 nicht mehr gegen solche Autos antreten konnte, und entschied sich für den Wechsel in die Le-Mans-Prototypen-Klasse. Dies wurde auch dadurch begünstigt, dass die FIA-GT-Meisterschaft beschloss, die GT1-Klasse abzuschaffen, wodurch der Esperante GTR-1 in Europa nicht mehr antreten konnte.
Während die Entwicklung des neuen LMP-1 Roadster-S lief, setzte Panoz den GTR-1 in der neuen American Le Mans Series ein. Zwei GTR-1 fuhren in Sebring, scheiterten jedoch beide. Beim nächsten Rennen in Road Atlanta debütierte der neue LMP-1, und auch ein GTR-1 wurde eingesetzt, um dem Team eine Reserve zu bieten. Auch dieser scheiterte. Für die nächste Runde wurde ein zweiter LMP-1 fertiggestellt, und der GTR-1 wurde komplett ausgemustert. Das Design des Esperante GTR-1 bildete die Grundlage für den LMP-1 Roadster-S, der die gleiche Frontmotoranordnung und große Frontpartie nutzte. So ist erkennbar, dass der LMP-1 Roadster-S ein Esperante GTR-1 ohne Dach ist.

### Letzte Rennen
Im Jahr 2003 beschloss Panoz, das Chassis Nr. 003 (ehemals von David Price Racing eingesetzt) wiederzubeleben und als Le-Mans-Prototyp mit geschlossenem Cockpit einzusetzen, bevor das Unternehmen auf den neuen Panoz Esperante GT-LM umstieg. Das Auto nahm an den 1000 km von Le Mans 2003 teil und wurde vom Werksteam JML eingesetzt. Das Fahrzug, das von Olivier Beretta und David Saelens gefahren wurde, schied mit Elektronikschaden aus.
Nach diesem Rennen wurde das Auto vom französischen Team Larbre Compétition gekauft und weiter modifiziert. Um den Klassenwechsel widerzuspiegeln, wurde es in Panoz GTP umbenannt. Das modifizierte Auto debütierte bei den 12 Stunden von Sebring 2004 und belegte den 9. Gesamtrang. Anschließend trat es bei den 24 Stunden von Le Mans 2004 an, schied dort jedoch frühzeitig aus. Ein letzter Auftritt erfolgte bei den 1000 km von Spa 2004, wo es den 14. Platz belegte. Nach der Saison 2004 wurde das Auto endgültig ausgemustert.